# Schlossstraße 47 (Kirchhausen)

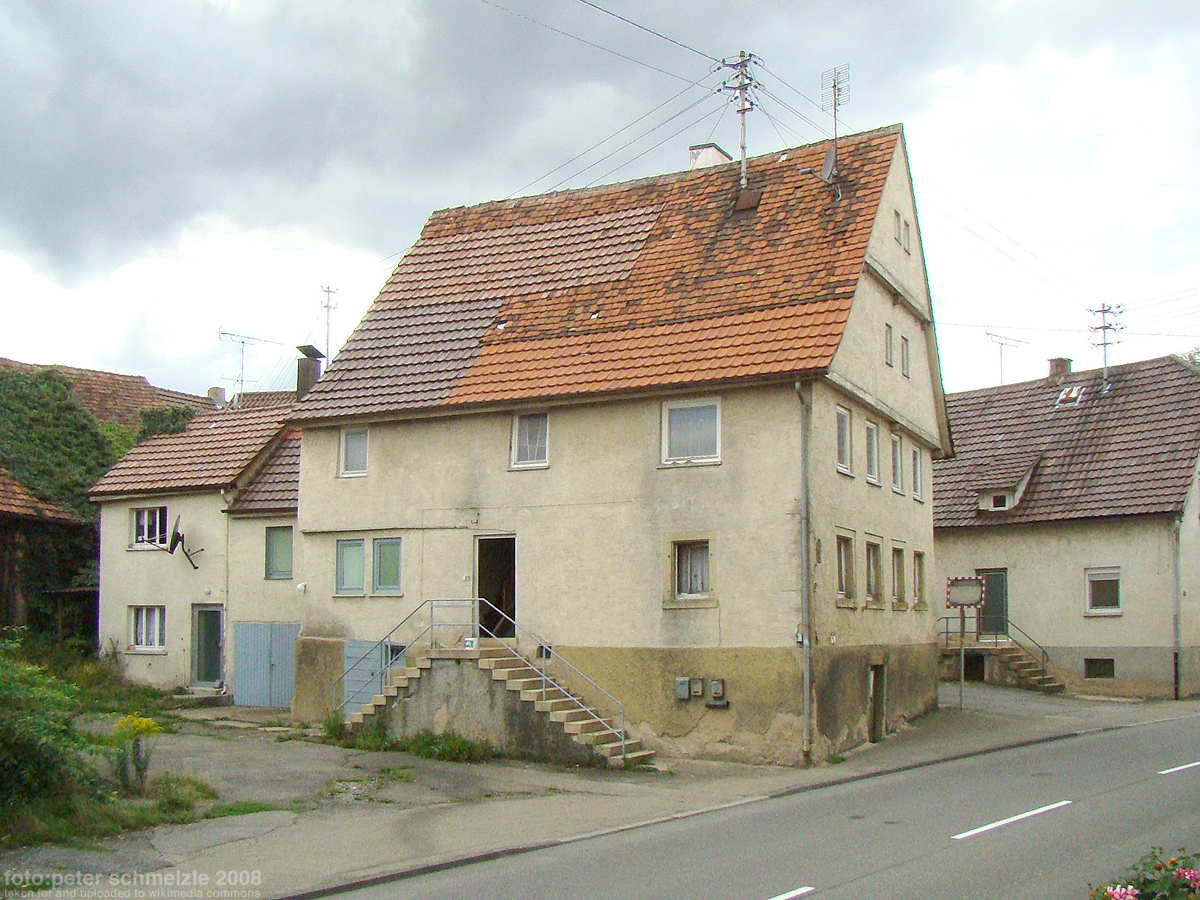
Handwerkerhaus in der Schlossstraße 47

Das Handwerkerhaus Schlossstraße 47 im Heilbronner Stadtteil Kirchhausen ist ein in der ersten Hälfte des 17. Jahrhunderts gebautes Fachwerkhaus mit historischer Bäckerei aus dem Jahre 1890. Das denkmalgeschützte Gebäude gilt als Kulturdenkmal.

## Beschreibung
Das Gebäude ist ein zweistöckiger verputzter Fachwerkbau, mit teilweise gemauertem Erdgeschoss und hohem Sockelgeschoss, das handwerklich genutzt worden war. Bemerkenswert ist die im Jahre 1890 durch die Architekten Hermann Maute und Theodor Moosbrugger eingebaute Bäckerei.